# Elección a la Cámara de Representantes de los Estados Unidos de 2022 en Alaska
La elección de la Cámara de Representantes de los Estados Unidos de 2022 en Alaska se realizó el 8 de noviembre de 2022 para elegir a un miembro de la Cámara de Representantes de los Estados Unidos para representar al estado de Alaska. El representante republicano Don Young, tenía la intención de postularse para la reelección, pero murió el 18 de marzo de 2022.
Luego de la aprobación de los votantes de la Medida de boleta 2 durante las elecciones de 2020 en Alaska, esta será la primera elección de la Cámara de Representantes de los EE. UU. en Alaska que se lleve a cabo bajo el nuevo proceso electoral. Todos los candidatos se postularán en una primaria abierta de todos los partidos, de la cual los cuatro candidatos principales avanzarán a las elecciones generales. Los votantes luego utilizarán la votación de segunda vuelta instantánea durante las elecciones generales..
La representante Mary Sattler Peltola, elegida en la elección especial de agosto de 2022, se postuló para buscar un nuevo mandato, que finalmente obtuvo luego de derrotar nuevamente a Sarah Palin y Nick Begich III.

## Elección primaria

### Partido Republicano

#### Declarado
- Sarah Palin, exgobernadora de Alaska (2006–2009) y candidata para vicepresidente de los Estados Unidos en 2008[6][7]
- Nick Begich III, miembro de la junta del Foro de Políticas de Alaska, miembro de la familia Begich[8]
- Shannon Scott Evans[8]
- Julio Perez, agente de ventas de compañía de suministro[8]
- Randy Purham, empresario y veterano de Ejército de los EE. UU.[9]

#### Fallecido
- Don Young, representante de EE. UU. por Alaska (1973-2022) (murió el 18 de marzo de 2022)[2][1]

### Partido Demócrata

#### Declarado
- Christopher Constant, miembro de la Asamblea de Anchorage[10]
- Mary Sattler Peltola, representante de EE. UU. por Alaska (2022-presente)

### Partido Libertario

#### Declarado
- Chris Bye[8]

### Independientes

#### Declarado
- Gregg B. Brelsford, abogado y exgerente del condado de Bristol Bay (2018–2020)[11][12]
- Al Gross, cirujano ortopédico, pescador comercial, hijo del exfiscal general de Alaska Avrum Gross, y candidato respaldado por los demócratas para el Senado de los EE. UU. en 2020[13]

#### Declinado
- Alyse Galvin, candidato para congresista en 2018 y 2020[14]